# Стэкпол, Майкл
Майкл Остин Стэкпол (англ. Michael Austin Stackpole, родился 27 ноября 1957, Уосо, штат Висконсин, США) — американский писатель в жанре научной фантастики и фэнтези, наиболее известен по своим книгам во вселенных Battletech и Star Wars.

## Биография
Майкл Стэкпол родился в 1957 году в семье Джима Стэкпола, педиатра, и его жены Джанет, бывшей учительницы. После окончания школы поступил в Вермонтский университет, окончил его в 1979 году со степенью бакалавра истории. C 1977 года Стэкпол сотрудничал с компанией Flying Buffalo в области разработки ролевых игр. В 1987 году заключил договор с компанией FASA о написании трилогии «Воин» по миру BattleTech.

### Серия Battletech

#### Воин
- 1988 Воин: Защита (Warrior: En Garde)
- 1988 Воин: Ответный удар (Warrior: Riposte)
- 1989 Воин: Рубящий удар (Warrior: Coupé)

#### Трилогия «Кровь Керенского»
- 1989 Смертоносное наследство (Lethal Heritage)
- 1990 Кровавое наследство (Blood Legacy)
- 1991 Потерянная судьба (Lost Destiny)

#### Другие романы в серии
- 1992 Естественный отбор (Natural Selection)
- 1993 Цена риска (Assumption of Risk)
- 1994 Рождённый для войны (Bred For War)
- 1996 Преступные намерения (Malicious Intent)
- 1997 Возрождение завета (Grave Covenant)
- 1998 Принц Хаоса (Prince of Havoc)

### Серия Star Wars

#### Крестокрылы
- 1996 X-Wing-1: Разбойный эскадрон
- 1996 X-Wing-2: Игра Веджа
- 1998 X-Wing-3: Капкан «Крайтос»
- 1998 X-Wing-4: Война за Бакту
- 2002 X-Wing-8: Месть Исард
- 1999 Я — джедай!
- xxxx Темный прилив-1: Натиск
- xxxx Темный прилив-2: Руины

#### Война темной славы
- Война темной славы
- Крепость дракона
- Драконы во гневе
- "The Grand Crusade"

#### Заговор Тьмы
- Зло сгущается
- Зло нарастает
- Зло торжествует

Другие произведения
1995 После победы (соавторы Р. Желязны, Д. Дрейк, Р. Асприн, Д. Линдсколд)